# 르웬조리 산지 국립공원

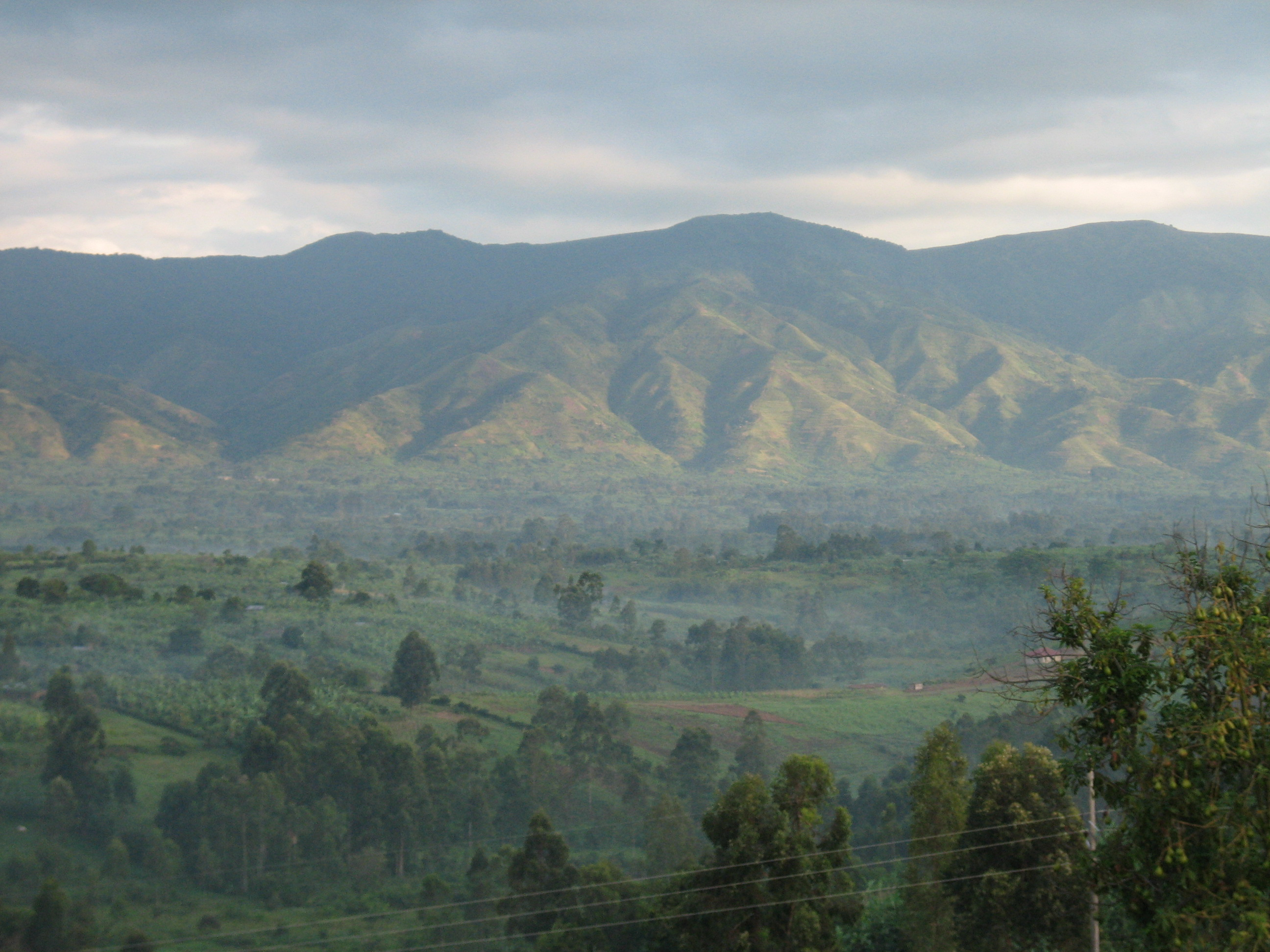

르웬조리 산지 국립공원(Rwenzori Mountains National Park)은 우간다 국립공원이자 르웬조리 산맥(Rwenzori Mountains)에 위치한 유네스코 세계유산이다. 규모가 거의 1,000km2(386평방마일)에 달하는 이 공원에는 아프리카에서 세 번째로 높은 산봉우리와 많은 폭포, 호수, 빙하가 있다. 이 공원은 아름다운 식물로 유명하다.

## 역사
르웬조리 산지 국립공원은 1991년에 지정되었다. 뛰어난 자연의 아름다움으로 인해 1994년에 유네스코 세계문화유산으로 지정되었다. 반군 민병대가 1997년부터 2001년 6월까지 르웬조리 산맥을 점령했다. 이 공원은 공원의 불안정성과 자원 부족으로 인해 1999년부터 2004년 사이에 유네스코의 위험에 처한 세계유산 목록에 등재되었다.